# Allorhynchium argentatum
Allorhynchium argentatum (лат.) — вид одиночных ос рода Allorhynchium из семейства Vespidae (Eumeninae).

## Распространение
Южная Азия и Юго-Восточная Азия, в том числе, Индия, Индонезия, Мьянма, Пакистан, Таиланд, Филиппины.

## Описание
Небольшие темно-окрашенные осы, длина около 1 см. От близкого вида Allorhynchium anomalum отличается сильно окаймлённым передним краем клипеуса. Спинная поверхность проподеума находится на том же уровне, что и метанотум (у A. anomalum ниже). Вид был впервые описан в 1802 году датским энтомологом Иоганном Христианом Фабрицием.